# World Grand Prix 1997
Il V World Grand Prix di pallavolo femminile si è svolto dall'8 al 31 agosto 1997. Dopo la fase a gironi che si è giocata dall'8 al 24 agosto, la fase finale, a cui si sono qualificate le prime tre squadre nazionali classificate nella fase a gironi, più il Giappone, paese ospitante, si è svolta dal 29 al 31 agosto a Kōbe in Giappone. La vittoria finale è andata per la prima volta alla Russia.

## Squadre partecipanti

### Asia
- Cina
- Corea del Sud
- Giappone

### Europa
- Italia
- Paesi Bassi
- Russia

### America
- Cuba
- Stati Uniti

## Fase a gironi

### Primo week-end
| Girone A                                   | Girone B                                            |
| ------------------------------------------ | --------------------------------------------------- |
| Sede: Macao Cina Italia Russia Stati Uniti | Sede: Suwon Corea del Sud Cuba Giappone Paesi Bassi |

### Secondo week-end
| Girone C                                                  | Girone D                                  |
| --------------------------------------------------------- | ----------------------------------------- |
| Sede: Taipei Corea del Sud Paesi Bassi Russia Stati Uniti | Sede: Hong Kong Cina Cuba Giappone Italia |

### Terzo week-end
| Girone E                                    | Girone F                                          |
| ------------------------------------------- | ------------------------------------------------- |
| Sede: Gifu Cuba Giappone Russia Stati Uniti | Sede: - - - Cina Corea del Sud Italia Paesi Bassi |

## Classifica finale
| Classifica | Squadre       |
| ---------- | ------------- |
|            | Russia        |
|            | Cuba          |
|            | Corea del Sud |
| 4          | Giappone      |
| 5          | Cina          |
| 6          | Italia        |
| 7          | Paesi Bassi   |
| 8          | Stati Uniti   |